# Chaetostoma sericeum
Chaetostoma sericeum är en fiskart som beskrevs av Cope 1872. Chaetostoma sericeum ingår i släktet Chaetostoma och familjen Loricariidae. Inga underarter finns listade i Catalogue of Life.